# بيتر بور
بيتر بور (بالإنجليزية: Peter Burr)‏ هو فنان أمريكي، ولد في 3 أغسطس 1980.